# 鈴木明日香 (AV女優)
鈴木 明日香（すずき あすか、1987年5月13日 - ）は、日本のAV女優。
趣味:音楽鑑賞。

## 略歴
2008年4月に『マンコぶっかけ中出しアナルFUCKデビュー！！ 鈴木明日香』でAVデビュー。

## 作品

### アダルトビデオ
2008年
- マンコぶっかけ中出しアナルFUCKデビュー！！ 鈴木明日香（2008年4月13日、MOODYZ）
- 黒人とセックス 鈴木明日香（2008年5月1日、MOODYZ）
- パイパン 鈴木明日香（2008年6月1日、MOODYZ）
- 狂乱アクメ 執行番号34（2008年8月22日、プレステージ）
- ｢これで最後にしてください。｣ 証券会社勤務・鈴木明日香23才（2008年9月7日、アタッカーズ）
- 女子高生捜査官HGA（2008年9月7日、アタッカーズ）…共演:つぼみ、宮下まい、神田美穂
- ぶっかけ中出しアナルFUCK！4時間2（2008年9月13日、MOODYZ）
- 直腸にタップリ発射！真性アナル生中出し4時間（2008年10月1日、MOODYZ）
- 大量浣腸アヌス奴隷（2008年10月7日、アタッカーズ）…共演:紅りんご、橘未稀
- 黒人チンポでフェラチオとSEX4時間（2008年10月13日、MOODYZ）
- 尻フェチズム 鈴木明日香（2008年11月7日、アタッカーズ）
- 真性2穴！サンドイッチFUCK4時間（2008年12月13日、MOODYZ）